# Vernonia viminea
Vernonia viminea là một loài thực vật có hoa trong họ Cúc. Loài này được Ekman ex Malme miêu tả khoa học đầu tiên năm 1933.